# チンゲンサイ
| 項目                 | 分量（g） |
| -------------------- | --------- |
| 脂肪                 | 0.2       |
| 飽和脂肪酸           | 0.027     |
| 16:0（パルミチン酸） | 0.024     |
| 一価不飽和脂肪酸     | 0.015     |
| 18:1（オレイン酸）   | 0.015     |
| 多価不飽和脂肪酸     | 0.096     |
| 18:2（リノール酸）   | 0.042     |
| 18:3（α-リノレン酸） | 0.055     |

チンゲンサイ（青梗菜、チンゴンツァイ、学名：Brassica rapa var. chinensis）は、アブラナ科アブラナ属の青菜系の野菜で、中華料理の代表的な野菜の一つ。

## 名称

### 日本語
本来の和名はタイサイ（体菜）である。タイサイの中で特に白軸の部分はパクチョイ（白菜）とも呼称されている。チンゲンサイが日本へ入ってきたのは日中国交回復（1972年）以降である。
本稿のチンゲンサイは中国由来で、そのまま日本の漢字に転写すると青梗菜となり、または青梗白菜という。
日本では軸が緑色のものは「青軸パクチョイ・青梗パクチョイ・チンゲンツァイ」などと呼んでいたが、農林水産省により名称が統一され、葉柄が緑のものを「チンゲンサイ」、葉柄が白のものを単に「パクチョイ」と呼ぶようになった。チンゲンサイの漢字表記は「青梗菜」で梗はしんの堅い茎のことをいう 。

### 中国語
中国語では法律により規定された名前を持たず、チンゲンサイの漢字表記はいまでも統一されていない。常用のものとしては青菜・上海白菜・蘇州青・青江菜・油白菜・小白菜などがある。
中国ではハクサイのなかまの一種とされるが、葉軸が薄い緑色をしているので、軸が白いものは「白菜」（パクチョイ）と呼び、中国では一般的に使われている。なお、同じ「白菜」という漢字で書く「しろ菜（しろな）」は山東菜の別名であり、同じアブラナ科でも別の植物である。

### 英語
英語では Qing geng cai と書かれる。
英語圏においては「白菜」の広東語方言発音から「パクチョイ」（Pak choy）という呼称が確立していた。中国では一般に「小白菜」（シャオバイツァイ）と呼ばれ、中国東北部では「油菜」（ヨウツァイ）と呼ばれている。

## 歴史
中国野菜の中でも日本で身近な野菜の1つとなっている。
原産地は中国華中地方。日本に最も広まった中国野菜の1つで、日本には日中国交回復後の1972年以降に入ってきたと言われる。日本では千葉県の柏市で先駆けて栽培された。経緯としては柏市の老舗中華料理店の知味斎が種を日本に持ち込み、地元農家の西川氏らと栽培法を確立した。近年長さ15センチメートル程度に品種改良された小型品種「ミニチンゲンサイ」も、葉1枚丸ごと料理に入れられる利便さから人気がある。

## 特徴
アブラナ科のハクサイのなかまで、軸の下の方が厚みがあってしっかりしているのが特徴。結球することはなく、帯緑色で肉厚の葉柄がきつく重なり合って、葉先のほうは開いている。草丈は25cm前後になり、葉は濃緑色で光沢があり近円形である。
中国では、ハクサイのなかまを大別して、中国北方でつくられる「大白菜」（結球・半結球する）と、南方でつくられる「小白菜」（小型で結球しない）に分けられ、チンゲンサイは「小白菜」の一種とされる。中国には各地に分化した品種があり周年で栽培されている。
生育期間が40日から50日と短いうえ、気温の変化に比較的強いことから、日本国内では静岡県、長野県、埼玉県などの主産地におけるハウス栽培の活用により、1年中市場に出回っている。
家庭でも栽培でき、露地栽培やプランター栽培が適している。

## 栽培
春から秋まで栽培することができる野菜で、ハウス栽培では一年中栽培されているが、露地ものは一般に初秋に種をまいて晩秋から収穫が行われる。種をまいたら間引きながら大きく育て、株ごと収穫する。栽培適温は15 - 22℃、発芽適温は15 - 25℃ほどで、乾燥を嫌う性質であるが、病気や暑さには比較的強いほうで、特に夏場は水切れを起こさないように管理する必要がある。一般的なチンゲンサイでは種まきから収穫まで40 - 50日を要するが、小型のミニチンゲンサイでは種まきから20 - 30日で収穫を迎えられる。ミニチンゲンサイは中型以上のプランター（コンテナ）栽培にも向いている。寒冷地を除き、春と秋に種まきをして、一般地であれば夏から冬まで収穫可能であるが、春まきの場合では「とう」が立ちやすい。連作障害があり、同じ畑では栽培するには、同じアブラナ科野菜を1 - 2年は育てていない必要がある。
土壌はpH6.0 - 6.5が適切だが、乾燥土壌だと生育が悪くなるため、堆肥をたくさん入れて腐植質を高めた土壌に、高さ10センチメートル (cm) ほどの畝をつくる。点まきの場合は株間5 - 15 cmをとり、1箇所に4 - 5粒ずつチンゲンサイの種をまく。畝にすじまきする場合は、約1 cm間隔で種をまく。種まきから1週間で発芽してきたら本葉が揃うまでの間は、間引きしながら育てていく。発芽が揃ったら3 cm間隔で1度目の間引き、本葉が2 - 3枚のときに6 cm間隔、5 - 6枚になったら株間を10 - 15 cmに空けるように間引きを行い、様子を見て土寄せや追肥を行う。点まきしたものは、3回に分けて、最終的に1か所に1本になるように間引きする。育苗する場合は、ポットで苗を育成して、夏場の雑草予防にマルチングした畝に約20 cm間隔で定植する。追肥はおよそ2週間ごとに行い、株のまわりに鶏糞やぼかし肥を与えていく。1アール (100平方メートル）で196キログラム (kg) ほど収穫することができる。
収穫は大きさを見て行い、チンゲンサイの草丈が20 - 25 cm（ミニチンゲンサイは10 - 15 cm）ぐらい、株元の直径が4 - 6 cmほどになったら収穫適期となる。株を早めに収穫すると、やわらかくて食間がよいものができ、葉が冬の霜に1 - 2度あたると、うまみが増す。
アブラムシやコナガ、アオムシ、ヨトウムシなどの病害虫がつきやすく、種まき直後からトンネル栽培や防虫ネットをかけて予防する。また、コンパニオンプランツとしてキク科のシュンギクを一緒に植えておくと、害虫を忌避する効果が期待できる。

## 利用
主に葉と葉軸の部分を食用に利用する。葉は緑色、肉厚な軸の部分は淡緑色をしており、シャキシャキした食感でやわらかく歯切れが良い。
野菜としての旬は、冬場の10月 - 4月、露地ものにおいては秋（9月 - 1月）が旬とされている。食材として、葉の緑色が濃く、葉脈がハッキリしていて全体に張りがあるもの、軸の下の方も瑞々しくて肉厚がしっかりしているものが市場価値の高い良品とされる。

### 調理
味は淡泊でアクが少なく、加熱しても煮崩れしないため、炒め物のほかに、スープや煮込み料理、お浸し、和え物など和食・洋食・中華料理を問わず幅広く用いられる。
調理過程の下ごしらえでは、炒め物で使用するときは火が通りやすいように、葉と茎の部分を別々に切り分けて時間差で使われ、葉はざく切り、茎は縦に細切りするとよいとされる。茹でるときは、塩少々とともに食用油を加えると、水っぽい食感の防止につなげられる。同様の理由で、フライパンなどでチンゲンサイをさっと炒めた後、少量の熱湯を注いで蒸気で火を通す炒め蒸しの手法もある。炒め物などの場合、株元を先に炒め蒸しにし、一度取り出して他の具材を炒めた後に、最後に株元を戻し入れると、火の通り具合が揃ったほどよい炒め物に仕上がる。

### 保存
高温や乾燥には弱く、鮮度が失われると、風味、栄養ともに損なわれるため早めに消費する。余ったチンゲンサイを保存する場合は、湿らせたキッチンペーパー類で包み、ポリ袋に入れて冷蔵庫で立てて冷蔵するのがよいと言われている。

## 栄養価
チンゲンサイは緑黄色野菜で、主な栄養素は、ビタミンC、β-カロテンが多く、カルシウム、カリウム、鉄分、リン、食物繊維などもバランス良く含む。カロリーが低いのも特徴である。特にβ-カロテンが豊富で、可食部100グラム (g) あたり約1800 - 2000マイクログラム (μg）もあり、ピーマンの約6倍ある。カロテンは体内でビタミンAに変化し、ビタミンCと相まって抗酸化作用や、免疫力の活性化に期待できる。ミネラルの中では、カルシウムが比較的豊富に含まれている。ミズナやコマツナ等と並び、カルシウム摂取に効果的な野菜の代表例としてしばしば挙げられる。
またチンゲンサイの栄養素は、加熱しても損失が少ないことも特徴である。油との相性も良いことから、炒め物にすると脂溶性のカロテンの吸収率が高くなる。

## 漢方・薬効
熱さましや胸やけに効果があるとされ、胃がムカムカする時に最適である。